# Desperate Measures (Stargate SG-1)
Desperate Measures (Medidas Desesperadas) es el decimoprimer episodio de la quinta temporada de la serie de televisión de ciencia ficción Stargate SG-1, y el nonagésimo noveno de toda la serie.

## Trama
La Mayor Carter es secuestrada y el SG-1 intenta por todos los medios encontrarla. O'Neill decide entonces contactara al excoronel Harry Maybourne, quien si bien no sabe dónde se encuentra Samantha, le dice que tiene algo que ver con un millonario hombre de negocios que compró hace un tiempo un simbionte Goa'uld recuperado por un equipo SG ruso cuando estos usaban secretamente el otro portal. Después de una pequeña investigación deducen que Adrian Conrad, el hombre que compró el simbionte, pretende utilizarlo para curarse de una enfermedad mortal, aunque no conocen su actual paradero. 
Mientras, Carter despierta en un extraño hospital donde le hacen varios exámenes. Cuando intenta escapar conoce a Conrad el hombre que la secuestro y sus intenciones. Pretende usar el simbionte para eliminar la enfermedad y luego extraérselo para que este no lo controle. Como Carter estuvo una vez poseída por el Tok'ra Jolinar y sobrevivió, creen que es la clave para realizar un proceso de extirpación seguro. Cuando el SG-1 y otros equipos de seguridad hallan el edificio donde esta Carter, entran y logran rescatarla. Sin embargo Conrad al empeorar su situación decidió implantarse el simbionte y luego este logra escapar. O'Neill lo encuentra pero es herido por un hombre que resulta ser el Coronel Simmons del Pentágono, a quien previamente Jack había visitado para saber sí tenía alguna información sobre Carter. Escapan y luego Simmons ofrece al Goa'uld un acuerdo, y aunque él dice que no hay nada que le puedan dar a cambio de su conocimiento, Simmons logra convencerlo.

## Artistas invitados
- John de Lancie como el coronel Franks Simmons.
- Tom McBeath como el excoronel Harry Maybourne.
- Bill Marchant como Adrian Conrad.
- Andrew Johnston como Doctor #1.
- Ted Cole como Doctor #2.
- Carrie Genzel como Diana Mendez.
- Teryl Rothery como la Doctora Fraiser.
- Robert Manitopyes como Guardia.